# Atiqah Hasiholan
Atiqah Hasiholan Muhammad est une actrice et mannequin indonésienne née le 3 janvier 1982 et connue également pour être la fille de la célèbre militante des droits de l'homme Ratna Sarumpaet.

## Filmographie
- 2006 : Berbagi Suami
- 2007 : Suster N
- 2008 : Cinta Setaman
- 2009 : Pintu Terlarang
- 2009 : Jamila Dan Sang Presiden
- 2009 : Ruma Maida
- 2010 : Mafia Insyaf
- 2010 : Darah Garuda
- 2011 : The Mirror Never Lies
- 2011 : Arisan! 2
- 2012 : Hello Goodbye
- 2012 : Java Heat
- 2013 : 2014
- 2013 : La Tahzan
- 2014 : Me & You vs The World
- 2014 : 3 Nafas Likas
- 2015 : Bulan di Atas Kuburan
- 2015 : Cinta Selamanya
- 2021 : Edge of the World de Michael Haussman : princesse Fatima